# Юссуф Ндайшимі
Юссуф Ньянге Ндайшимі (фр. Youssouf Nyange Ndayishimiye, нар. 27 жовтня 1998, Бужумбура, Бурунді) — бурундійський футболіст, опорний півзахисник французького клубу «Ніцца» та національної збірної Бурунді.

## Ігрова кар'єра

### Клубна
Юссуф Ндайшимі грати у футбол починав у Бурунді у місцевих клубах. На початку 2020 року він перебрався до Туреччини, де приєднався до клубу «Єні Малатьяспор». 1 березня Юссуф зіграв першу гру в складі команди в чемпіонаті Туреччини. Вже через рік футболіст перейшов до «Істанбул Башакшехір», де грав наступні два роки. З клубом Ндайшимі брав участь у матчах Ліги конференцій.
В січні 2023 року Ндайшимі переїхав до Франції, де став гравцем клубу Ліги 1 «Ніцца», з яким підписав контракт до 2027 року. Також грав у матчах основного етапу Ліги Європи.

### Збірна
11 березня 2017 року у товариському матчі проти команди Джибуті Юссуф Ндайшимі дебютував у складі національної збірної Бурунді.